# Offenau
Offenau là một thị xã ở huyện Heilbronn trong bang Baden-Württemberg ở nước Đức. Đô thị này có diện tích 5,66 km², dân số thời điểm 31 tháng 6 năm 2006 là 2715 người.